# Учёный
Учёные — специалисты в какой-либо научной области, внёсшие вклад в науку.
Обычно учёными называют тех людей, которые применяют научный метод. Учёный может быть экспертом в одной или нескольких областях науки. Понятия «учёный» и «наука» прошли длительное развитие и преобразование, и их понимание в разных культурах может различаться, однако при этом было сформировано мировое научное сообщество, которое сблизило представления о науке и учёных в разных странах. Автором термина «учёный» (англ. scientist) считается английский философ Уильям Уэвелл (1833 год).
Научная методология, которую используют учёные, в частности, включает в себя обобщение хорошо проверенных фактов, применение абстрактных понятий, генерирование и проверку гипотез, создание теорий как фактов более общего уровня, развитие научного описания, начиная с хорошо изученного, в сторону непознанного.
Как отмечает Джим Секорд, «ученый» часто признаётся обладающим особым моральным авторитетом, связанным с идеалами отстраненной экспертизы и нейтральной объективности.

## Признаки научной квалификации
Основные формальные признаки признания научной квалификации — публикация материалов исследований в авторитетных научных журналах, доклады на авторитетных научных конференциях (опубликованные доклады приравниваются к научным публикациям) и издание книг в авторитетных научных издательствах.
В России сделана формальная попытка отделить авторитетные научные издания от прочих в виде списка изданий, публикации в которых признаются ВАК. Однако даже среди авторитетных изданий и конференций существует понимаемая не вполне однозначно система приоритетов. Как правило, наибольшим приоритетом пользуются международные издания и конференции, и признание на международном уровне выше национального. Авторитет и признание квалификации учёного связан с его известностью в кругах специалистов. Существуют попытки выстроить рейтинги по числу ссылок на работы данного учёного из работ других учёных.
Принадлежность к профессиональной науке и уровень квалификации учёного могут формально определяться местными и национальными квалификационными комиссиями (совет по защите диссертаций, аттестационная комиссия, ВАК). В СССР и постсоветской России квалификация учёного формально подтверждается учёной степенью (кандидат или доктор наук) и учёным званием (доцент или профессор). Присвоение как степеней, так и званий контролируется ВАК. Учёные степени присваиваются по направлениям наук, например, кандидат физическо-математических наук, кандидат юридических наук и т. п.
Для получения соответствующей учёной степени необходимо написать и защитить в специализированном совете диссертацию.
В виде исключения и при больших научных заслугах диссертация может заменяться докладом о проделанной работе. Исключение делается очень редко, например, для генеральных конструкторов. Обязательным условием успешной защиты является публикация и апробация результатов научной работы. Под апробацией обычно понимается выступления на конференциях, так как эта форма позволяет дискуссионно обсудить результаты и соответственно получить открытую критику, при несогласии научного сообщества.
Для получения учёного звания (доцента или профессора) кроме учёной степени требуется вести педагогическую работу, в частности иметь учебно-методические публикации. Существуют и более мелкие формальные признаки признания квалификации, например, разрешение руководить научной работой аспирантов является необходимой ступенькой перехода от кандидата к доктору.
Высшая ступень формального признания со стороны научного сообщества в России — избрание в государственную академию наук.
Одним из знаков высшей степени признания мировым научным сообществом служит Нобелевская премия.
В научном сообществе высоко ценится педагогическая работа. Право читать лекции в престижном учебном заведении также является признанием уровня и квалификации учёного. Высоко также ценится создание научной школы, то есть подготовка нескольких учёных, развивающих идеи учителя.

## Возникновение понятия в истории человечества
В древности носителями знаний, которые можно по современным критериям считать научными, были служители религиозных культов, а само знание носило сакральный характер. Например, в Древнем Египте существовала письменность, велись исторические хроники, астрономические наблюдения, разрабатывались зачатки математики и медицины.

### Вантичный период
Разделение науки и религии началось в античной Греции и Римской империи, где знаниями стали интересоваться не только жрецы, но и философы. У Пифагора знания математики ещё имели сакральный характер, но Евклид впервые создал цельную геометрию как светскую науку. В астрономии известными учёными были Птолемей и Эратосфен, в медицине — Гиппократ и Гален, в истории — Геродот, Тацит, Плиний, Иосиф Флавий. Поскольку наука того времени ещё не была отделена от философии, умозрительные рассуждения считались более важными, чем экспериментальная практика. Тем не менее, уже тогда не только в математике, но и в астрономии и физике такие учёные как Птолемей и Архимед применяли сложный математический аппарат для расчёта движения небесных светил и конструирования механизмов.

### В периодранних мусульман
В начале IX века халифом ал-Мамуном в Багдаде была основана исламская академия Дом Мудрости. Ал-Мамун симпатизировал учению мутазилитов, и по замыслу халифа Дом Мудрости должен был обеспечить сторонников этого учения богатым фактическим материалом, полезным при ведении теологических споров, в первую очередь трудами по философии. В Багдад изо всех областей халифата были собраны выдающиеся учёные, многие из которых являлись уроженцами Средней Азии и Ирана.
При Доме Мудрости существовала библиотека «Хизанат аль-хикма». Одной из важнейших задач академии был перевод на арабский язык индийских и древнегреческих трудов по астрономии, математике, медицине, алхимии, философии. По инициативе аль-Мамуна в Византию было отправлено специальное посольство с целью получить ценные греческие рукописи.
Сотрудниками Дома Мудрости в разное время были такие выдающиеся учёные, как аль-Хорезми, Ибн Турк, ал-Фаргани, ал-Джаухари, Хаббаш аль-Хасиб, аль-Кинди, братья Бану Муса, ал-Махани, Сабит ибн Корра, Куста ибн Лукка, ан-Насрани, ал-Ахвази, Абу-л-Вафа, ал-Кухи.

### ВСредние века
Расцвет гуманитарных наук в Средние века связан прежде всего с развитием юриспруденции. Для изучения права в Западной Европе впервые появились университеты и система учёных званий. Хотя средневековая система образования вместе с университетами развивалась католической церковью, наряду с богословским и философским факультетами, где изучали историю философии и христианскую религиозную литературу, в университетах кроме юридических были и медицинские факультеты, вследствие чего специальное образование могли получить не только церковные деятели, но и врачи. Тем не менее, и в этот период учёные, такие как Беда Достопочтенный, Пьер Абеляр, Роджер Бэкон и Николай Коперник, преимущественно были церковными деятелями.

### ВНовое время
Современная наука, в которой экспериментальная проверка приобрела большую важность по сравнению с умозрительными рассуждениями, появилась в Новое время. Её основателями были Френсис Бэкон, Рене Декарт, Роберт Бойль, Исаак Ньютон и другие учёные XVII в. Хотя они ещё были тесно связаны с университетами и их средневековым церковным наследием, а Ньютон, например, был мистиком, их научное и философское наследие было уже вполне независимым от религиозных верований, а методология оформилась как скептическая и критическая. К концу XVIII в. наука окончательно отделилась от философии, а учёные специализировались, создавая все более сложную систему научных дисциплин и направлений.

### В XIX—XX веках
После промышленной революции наука из способа удовлетворения любопытства и источника знаний для системы образования постепенно превратилась в один из источников новых технологий и извлечения доходов, связанных с их применением. Хотя и в этот период среди видных учёных было много любителей, например, Грегор Мендель и Генрих Шлиман, большинство их превратилось в профессионалов, то есть людей, для которых занятие наукой стало профессией, способом извлечения дохода для личных и профессиональных нужд, таких как Роберт Кох или Альфред Нобель. В дополнение к домашним и университетским лабораториям появились лаборатории в специализированных научных и промышленных институтах, которые требовали все больше кадров. Если учёные-теоретики, такие как Альберт Эйнштейн, ещё могли работать одни, а Мари Кюри и Эрнест Резерфорд — обходиться немногочисленными помощниками, такие проекты, как создание атомной бомбы или расшифровка генома человека, требовали участия тысяч людей, организации сложной системы их взаимодействия и разветвлённой иерархической структуры.

### В России и СССР
Российская наука появилась в XVIII веке (см. Русское Просвещение). В XVIII—XIX вв. среди русских учёных было немало мировых знаменитостей, таких как Михаил Ломоносов и Дмитрий Менделеев. В СССР учёных относили к социальной прослойке интеллигенции. Среди учёных с мировым именем советского периода известны И. П. Павлов, К. Э. Циолковский, П. А. Черенков, Л. Д. Ландау, Н. Н. Боголюбов, В. И. Вернадский, Н. М. Амосов и многие другие.

## Классификация

### По квалификации
Формальная классификация учёных производится в процессе присвоения учёных степеней и званий. Учёные степени, как и признание полученного высшего образования, классифицируют по отраслям знаний. Можно, например, получить диплом или степень по одной или нескольким биологическим дисциплинам, но нельзя получить степень по всем наукам сразу. Учёная степень не гарантирует присвоение учёного звания, и поэтому квалификация профессора выше, чем квалификация кандидата тех же наук, но нельзя сопоставлять квалификацию профессора в одной области знания с квалификацией кандидата наук в другой области.
Кроме формальных признаков квалификации существуют также неформальные. Например, среди профессоров в одной и той же области знания лучшим экспертом по отдельному научному направлению считается тот, кто является автором публикаций именно по этому направлению, а если оба автора (в одном учёном звании) работают по одному и тому же направлению науки, то лучшим экспертом будет тот, на чьи работы ссылаются больше, следовательно, признают квалификацию другие авторы. Так формируется престиж специалиста в научном сообществе.
Помимо различий в экспертной квалификации существует также условное разделение учёных на теоретиков и экспериментаторов. Теоретики преимущественно создают умозрительную модель для объяснения существующих и предсказания ещё неизвестных фактов. Экспериментаторы тестируют модель, производя необходимые измерения. Впрочем, это условное разделение не всегда справедливо, и учёные нередко сочетают в себе оба качества, лишь отдавая преимущество одному из них.

### Учёные иинженеры
Учёные исследуют природу с целью постижения её основных принципов, а инженеры применяют уже известные науке принципы для решения технических проблем. Коротко говоря, учёные исследуют, а инженеры — конструируют.
Есть множество примеров, когда значительные успехи в обеих областях были достигнуты одними и теми же людьми. Учёные-экспериментаторы часто выполняют инженерные задачи, конструируя экспериментальные модели и оборудование, а некоторые инженеры выполняют первоклассные научные исследования. В механике, электронике, химии и аэрокосмических исследованиях инженеры нередко оказываются на передовых рубежах науки при работе с новыми феноменами и материалами. Петер Дебай был одновременно выдающимся инженером и имел учёную степень по физике ещё до того, как получил Нобелевскую премию по химии. Поль Дирак, один из основателей квантовой механики, также начинал свою карьеру как инженер, после чего стал математиком и физиком-теоретиком. Клод Шеннон, инженер-теоретик, основал современную математическую теорию информации.
В российских научных учреждениях инженерами часто называют лаборантов и другой вспомогательный персонал.

### По занятости
Как правило, современные учёные получают высшее образование в различных учебных заведениях и принадлежат к определённым научным организациям. По разделению эти организаций могут быть государственными или частными. Особенностью государственных учёных является проведение ими фундаментальных исследований, не имеющих очевидной выгоды в краткосрочной перспективе, в то время как прикладными исследованиями, обычно основанными на уже известных научных достижениях, занимаются как государственные, так и частные структуры.
Помимо учёных, аффилированных с государством или бизнесом, существует небольшая группа независимых учёных. Это могут быть как образованные профессионалы, работающие на свой страх и риск, так и учёные-самоучки, не получившие профильной подготовки в учебном заведении. По мере развития науки и усложнения методов исследования способность самоучек проводить научную работу со значимым и признаваемым научным сообществом результатом, уменьшается.

## Научное сообщество
Объединяется общей культурой познания, которая постоянно развивается с каждым актом проверки её адекватности для задач исследования (то, что приводит к удачному результату остается, то, что приводит к неудачам исследования — отставляется). Научное сообщество отдельной предметной области объединяется общими, но специфичными данному предмету, принципами методологии, которые могут отличаться от методологии другого предмета.